# Thenailles
Thenailles est une commune française située dans le département de l'Aisne, en région Hauts-de-France.

### Localisation

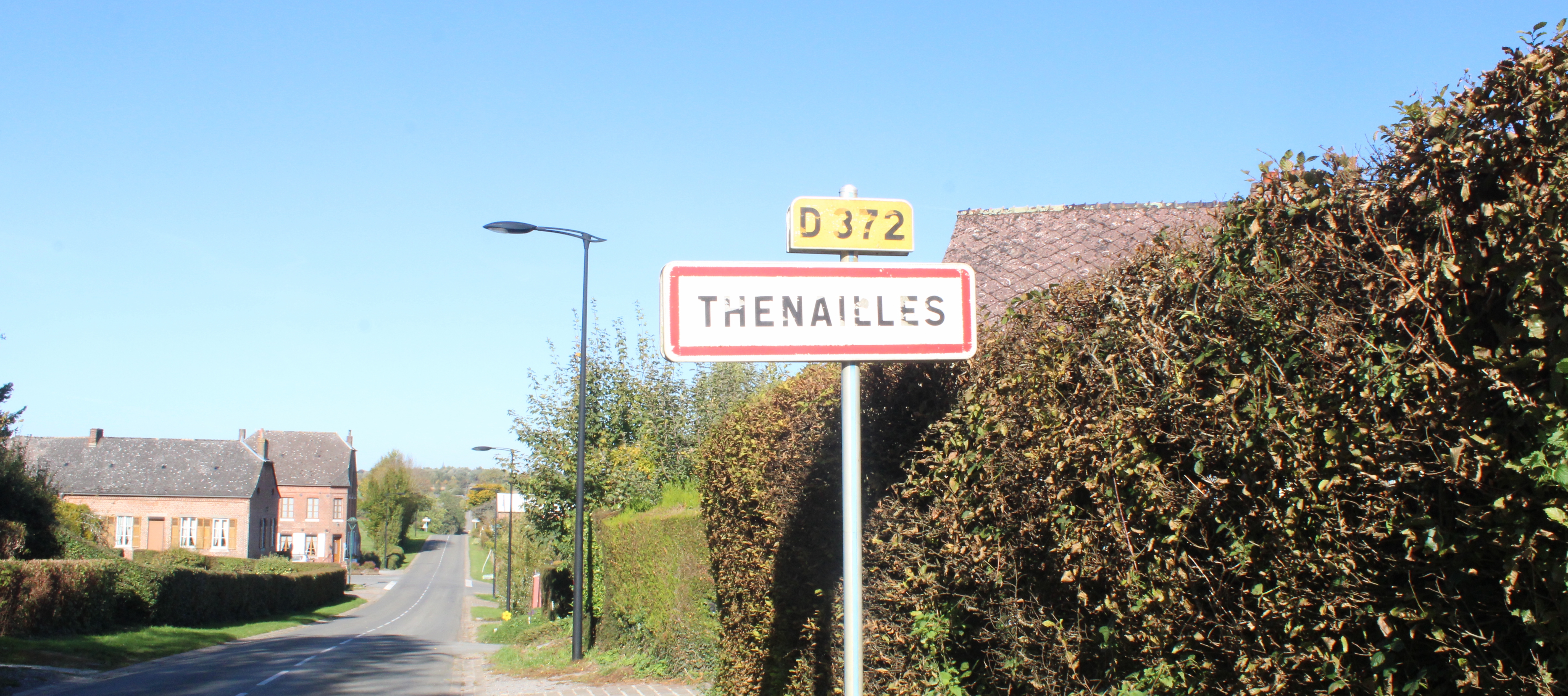
Entrée du village.

## Géographie

### Hydrographie
La commune est située dans le bassin Seine-Normandie. Elle est drainée par la rivière Brune, le Vilpion, le Huteau, la rivière de Landouzy, le cours d'eau 01 de la commune de Hary, le cours d'eau 01 de la Pièce de la Grande Maison et divers bras de la Landouzy,,.
La Brune, d'une longueur de 37 km, prend sa source dans la commune de Brunehamel et se jette  dans le Vilpion à Thiernu, après avoir traversé 20 communes.

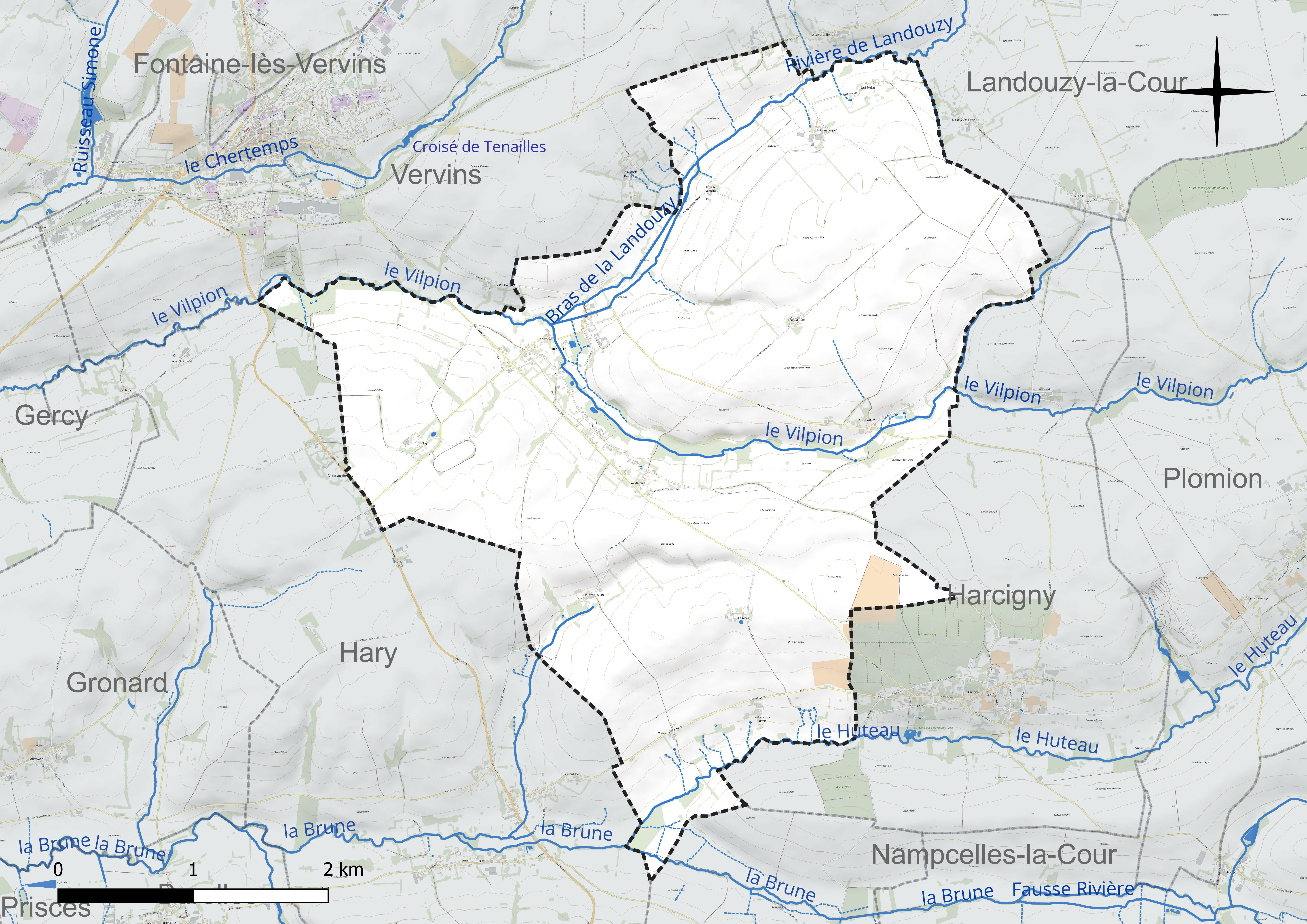
Réseau hydrographique de Thenailles.

Le Vilpion, d'une longueur de 43 km, prend sa source dans la commune de Plomion et se jette  dans la Serre à Dercy, après avoir traversé 17 communes.
Le Huteau, d'une longueur de 14 km, prend sa source dans la commune de Coingt et se jette  dans la rivière Brune en limite de Hary et de  sur la commune, après avoir traversé six communes.

### Climat
Pour des articles plus généraux, voir Climat des Hauts-de-France et Climat de l'Aisne.
En 2010, le climat de la commune est de type climat des marges montargnardes, selon une étude du CNRS s'appuyant sur une série de données couvrant la période 1971-2000. En 2020, Météo-France publie une typologie des climats de la France métropolitaine dans laquelle la commune est exposée à un climat océanique altéré et est dans la région climatique Nord-est du bassin Parisien, caractérisée par un ensoleillement médiocre, une pluviométrie moyenne régulièrement répartie au cours de l'année et un hiver froid (3 °C).
Pour la période 1971-2000, la température annuelle moyenne est de 9,9 °C, avec une amplitude thermique annuelle de 15 °C. Le cumul annuel moyen de précipitations est de 853 mm, avec 13,2 jours de précipitations en janvier et 9,8 jours en juillet. Pour la période 1991-2020, la température moyenne annuelle observée sur la station météorologique la plus proche, située sur la commune de Fontaine-lès-Vervins à 5 km à vol d'oiseau, est de 10,5 °C et le cumul annuel moyen de précipitations est de 826,3 mm,. Pour l'avenir, les paramètres climatiques de la commune estimés pour 2050 selon différents scénarios d'émission de gaz à effet de serre sont consultables sur un site dédié publié par Météo-France en novembre 2022.

## Urbanisme

### Typologie
Au 1er janvier 2024, Thenailles est catégorisée commune rurale à habitat dispersé, selon la nouvelle grille communale de densité à 7 niveaux définie par l'Insee en 2022.
Elle est située hors unité urbaine. Par ailleurs la commune fait partie de l'aire d'attraction de Vervins, dont elle est une commune de la couronne,. Cette aire, qui regroupe 21 communes, est catégorisée dans les aires de moins de 50 000 habitants,.

### Occupation des sols
L'occupation des sols de la commune, telle qu'elle ressort de la base de données européenne d'occupation biophysique des sols Corine Land Cover (CLC), est marquée par l'importance des territoires agricoles (94,4 % en 2018), une proportion identique à celle de 1990 (94,4 %). La répartition détaillée en 2018 est la suivante : 
terres arables (71,1 %), prairies (23,4 %), zones urbanisées (5,5 %), forêts (0,1 %).
L'évolution de l'occupation des sols de la commune et de ses infrastructures peut être observée sur les différentes représentations cartographiques du territoire : la carte de Cassini (XVIIIe siècle), la carte d'état-major (1820-1866) et les cartes ou photos aériennes de l'IGN pour la période actuelle (1950 à aujourd'hui).

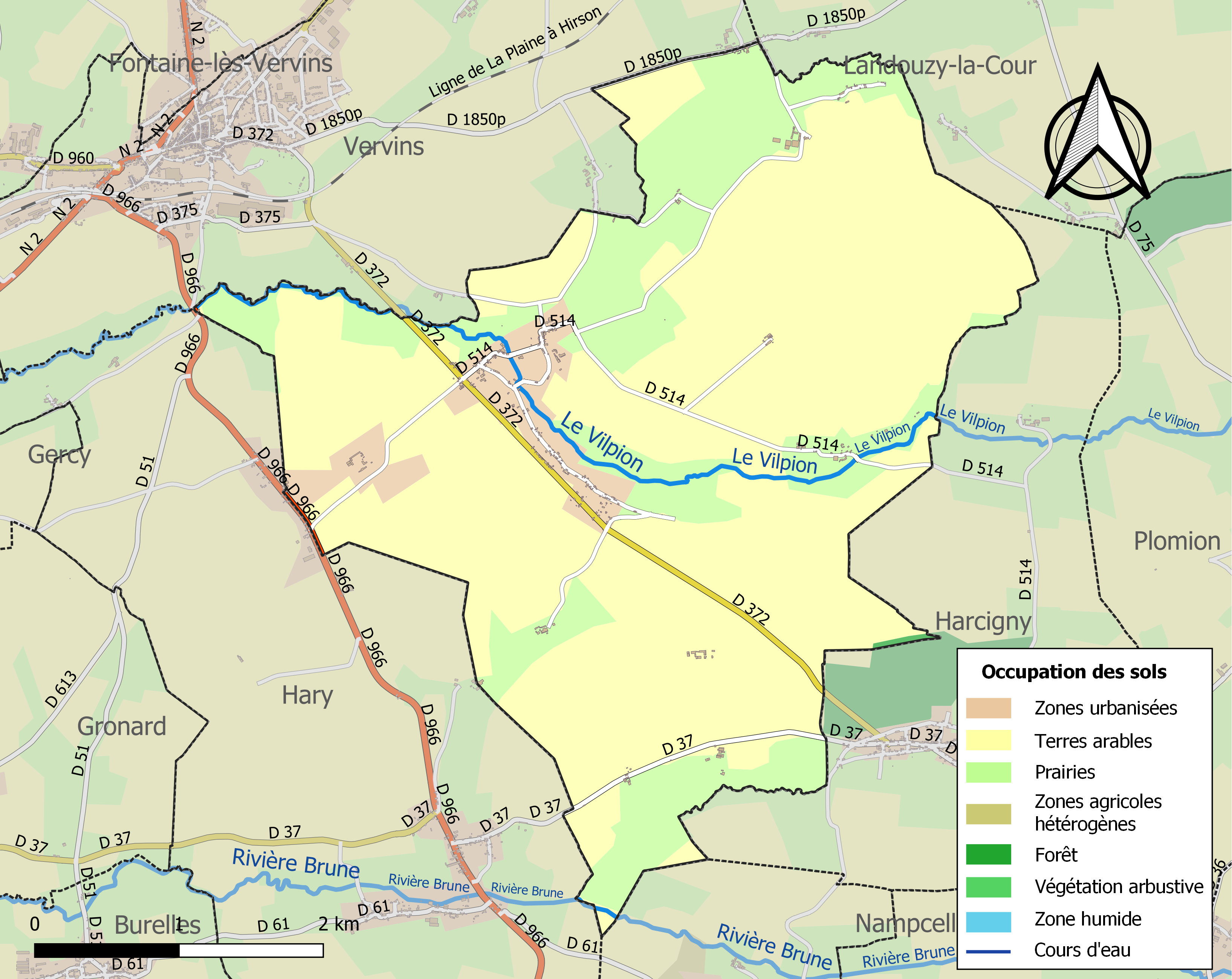
Carte de l'occupation des sols de la commune en 2018 (CLC).

## Toponymie
Le village est cité pour la première fois sous l'appellation  latine de Teloniæ au XIIe siècle. Le nom variera encore ensuite de nombreuses fois en fonction des différents transcripteurs : Tenolie, Terrirorium de Thenoliis, Tenaillie, Thenolium, Tenelle, Tenalle, Abbatiua de Tenallis en 1240, Tenaille-l'Abbaie, puis Thenaille  sur la carte de Cassini au XVIIIe siècle et en fin l'orthographe actuelle Thenailles au XIXe siècle.
Pluriel de bas latin *telonia, qui est le pluriel de teleneum, « bureau de perception des droits de péages ».

## Histoire
Présence d'un ancien camp romain à Cense-Lenglet.
|  |  |  |

Carte de Cassini
La carte de Cassini montre qu'au XVIIIe siècle, Thenaille est une paroisse située entre les deux rivières, le Vilpion et le Landouzy.
 
Un moulin à eau, dont les vestiges sont encore présents de nos jours, est représenté par une roue dentée. De nombreuses fermes appartenant à l'abbaye sont dessinées au sud du village.

## Politique et administration

### Découpage territorial
La commune de Thenailles est membre de la communauté de communes de la Thiérache du Centre, un établissement public de coopération intercommunale (EPCI) à fiscalité propre créé le 31 décembre 1992 dont le siège est à La Capelle. Ce dernier est par ailleurs membre d'autres groupements intercommunaux.
Sur le plan administratif, elle est rattachée à l'arrondissement de Vervins, au département de l'Aisne et à la région Hauts-de-France. Sur le plan électoral, elle dépend du  canton de Vervins pour l'élection des conseillers départementaux, depuis le redécoupage cantonal de 2014 entré en vigueur en 2015, et de la troisième circonscription de l'Aisne  pour les élections législatives, depuis le dernier découpage électoral de 2010.

### Administration municipale
| Période                                  | Période                       | Identité         | Étiquette | Qualité                                     |
| ---------------------------------------- | ----------------------------- | ---------------- | --------- | ------------------------------------------- |
| Les données manquantes sont à compléter. |                               |                  |           |                                             |
| mars 2001                                | En cours (au 13 juillet 2020) | Christophe Boury | DVD       | Agriculteur Réélu pour le mandat 2020-2026, |

## Démographie
L'évolution du nombre d'habitants est connue à travers les recensements de la population effectués dans la commune depuis 1793. Pour les communes de moins de 10 000 habitants, une enquête de recensement portant sur toute la population est réalisée tous les cinq ans, les populations de référence des années intermédiaires étant quant à elles estimées par interpolation ou extrapolation. Pour la commune, le premier recensement exhaustif entrant dans le cadre du nouveau dispositif a été réalisé en 2005.

En 2022, la commune comptait 221 habitants, en évolution de −1,34 % par rapport à 2016 (Aisne : −1,97 %, France hors Mayotte : +2,11 %).
| 1793 | 1800 | 1806 | 1821 | 1831 | 1836 | 1841 | 1846 | 1851 |
| ---- | ---- | ---- | ---- | ---- | ---- | ---- | ---- | ---- |
| 540  | 406  | 686  | 827  | 887  | 897  | 939  | 932  | 922  |

| 1856 | 1861 | 1866 | 1872 | 1876 | 1881 | 1886 | 1891 | 1896 |
| ---- | ---- | ---- | ---- | ---- | ---- | ---- | ---- | ---- |
| 883  | 893  | 879  | 798  | 771  | 752  | 735  | 702  | 609  |

| 1901 | 1906 | 1911 | 1921 | 1926 | 1931 | 1936 | 1946 | 1954 |
| ---- | ---- | ---- | ---- | ---- | ---- | ---- | ---- | ---- |
| 582  | 548  | 488  | 476  | 487  | 486  | 395  | 377  | 364  |

| 1962 | 1968 | 1975 | 1982 | 1990 | 1999 | 2005 | 2006 | 2010 |
| ---- | ---- | ---- | ---- | ---- | ---- | ---- | ---- | ---- |
| 343  | 336  | 296  | 293  | 303  | 284  | 260  | 260  | 255  |

| 2015 | 2020 | 2022 | - | - | - | - | - | - |
| ---- | ---- | ---- | - | - | - | - | - | - |
| 228  | 221  | 221  | - | - | - | - | - | - |

## Culture locale et patrimoine

### Lieux et monuments
- Abbaye de Thenailles.

### Galerie

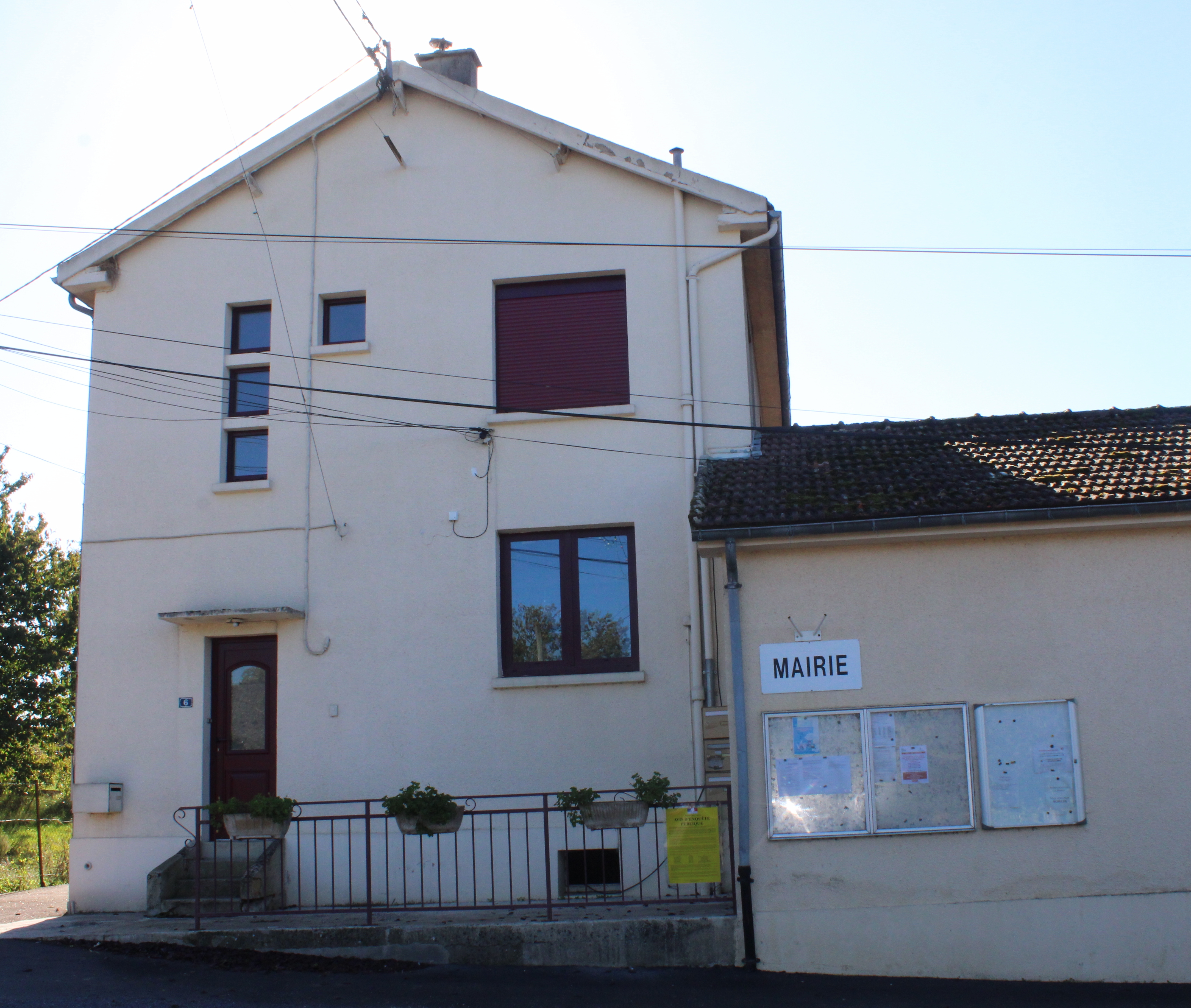
La mairie.
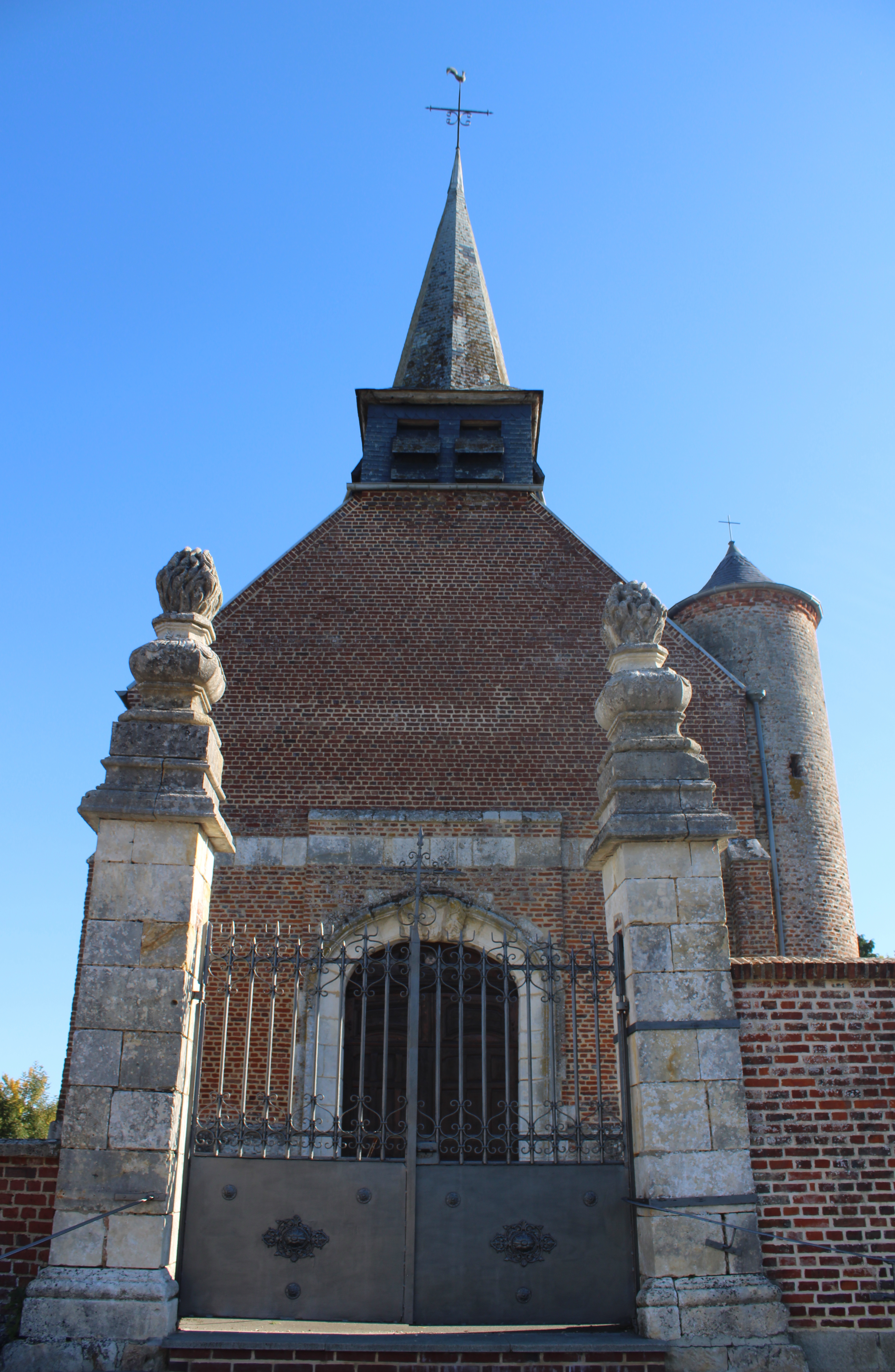
Façade de l'église.
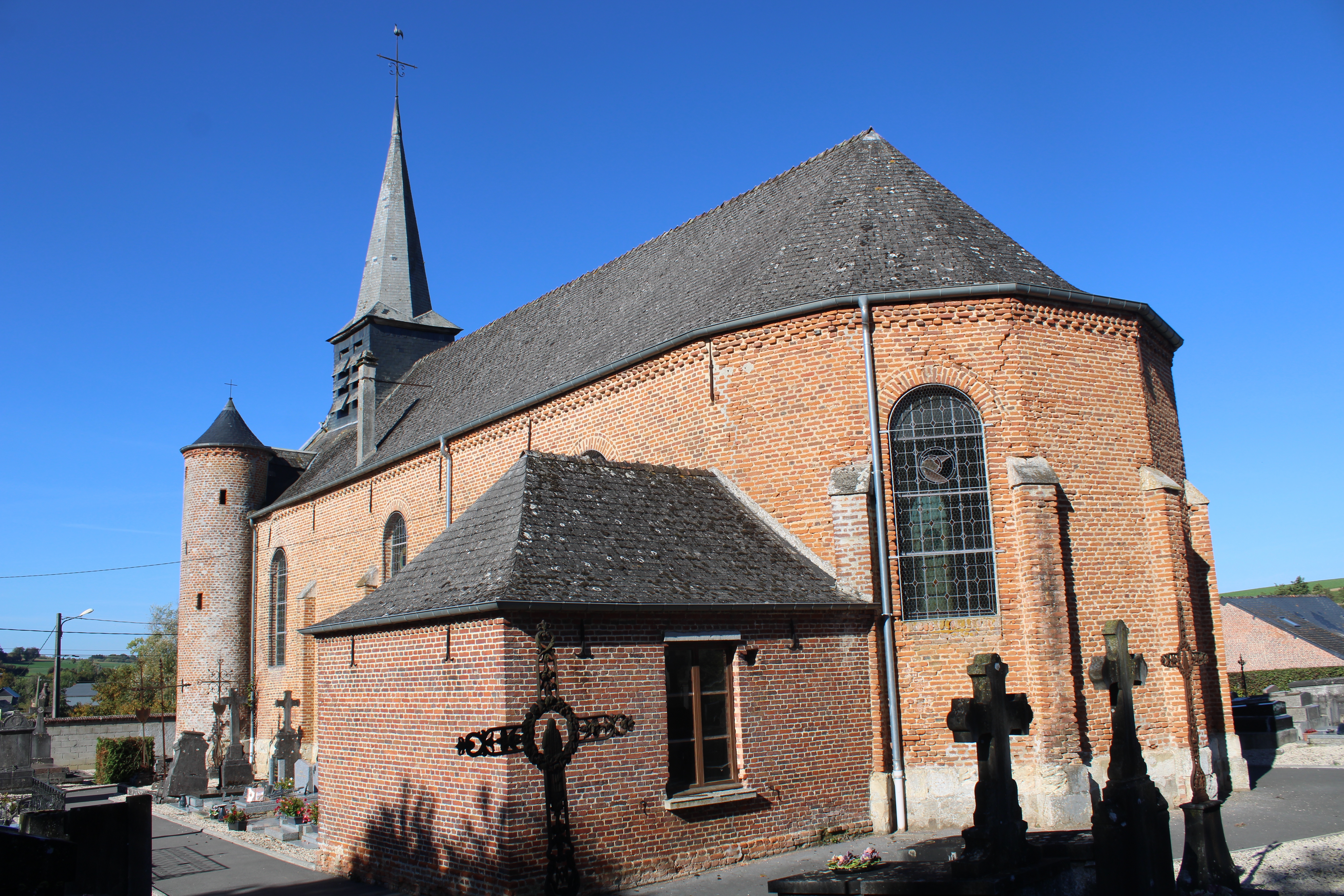
Vue du côté nord.
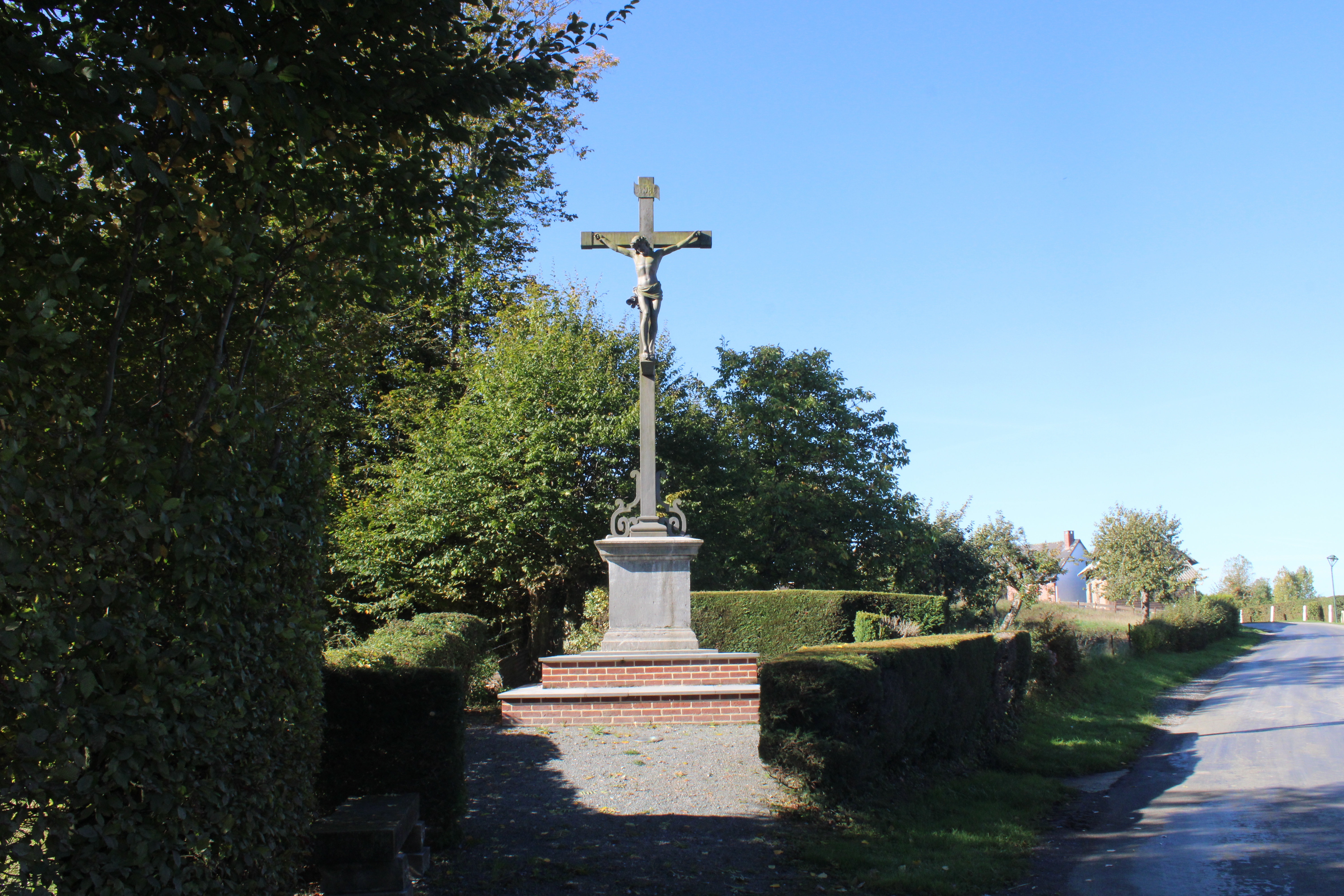
Le calvaire monumental.
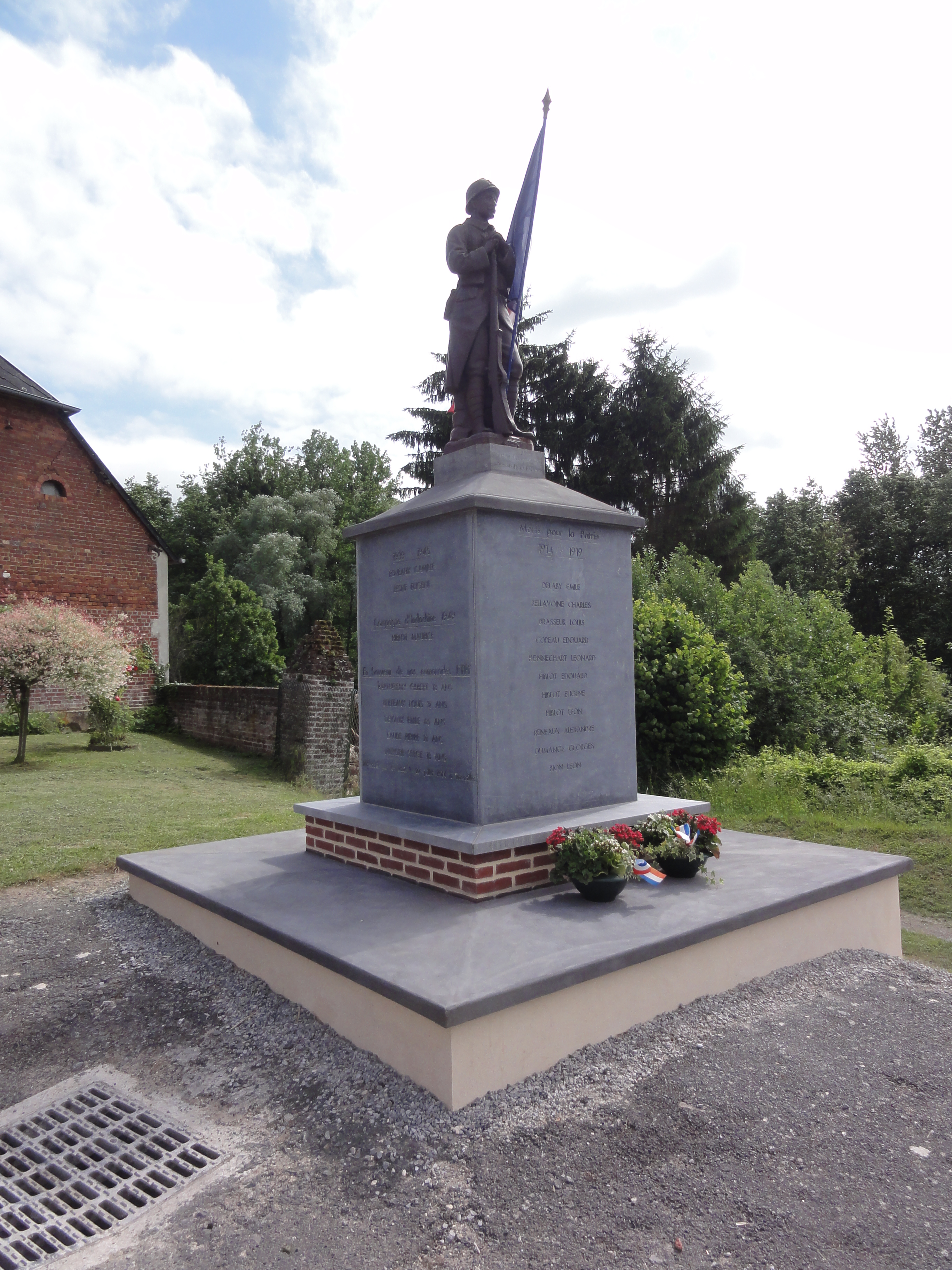
Le monument aux morts.

### Héraldique
| Blason de Thenailles | Blason  | D'azur à tenaille d'argent, accompagnée de trois fleurs de lis d'or. |
| Blason de Thenailles | Détails | Armes parlantes. Le statut officiel du blason reste à déterminer.    |